# Istrokles
Istrokles (Ἰστροκλές) war ein antiker griechischer Vasenmaler oder Töpfer, der um 640 v. Chr. in Smyrna tätig war.
Istrokles ist nur von einer fragmentarisch erhaltenen Inschrift auf dem Fragment eines Dinos bekannt. Der Dinos war wahrscheinlich der Göttin Artemis geweiht. Heute befindet sich der Rest des Dinos im Archäologischen Museum Izmir. Unklar ist, ob die Signatur dem Töpfer oder dem Vasenmaler, der das Gefäß verzierte, zuzuschreiben ist.